# Beatrix Ruf

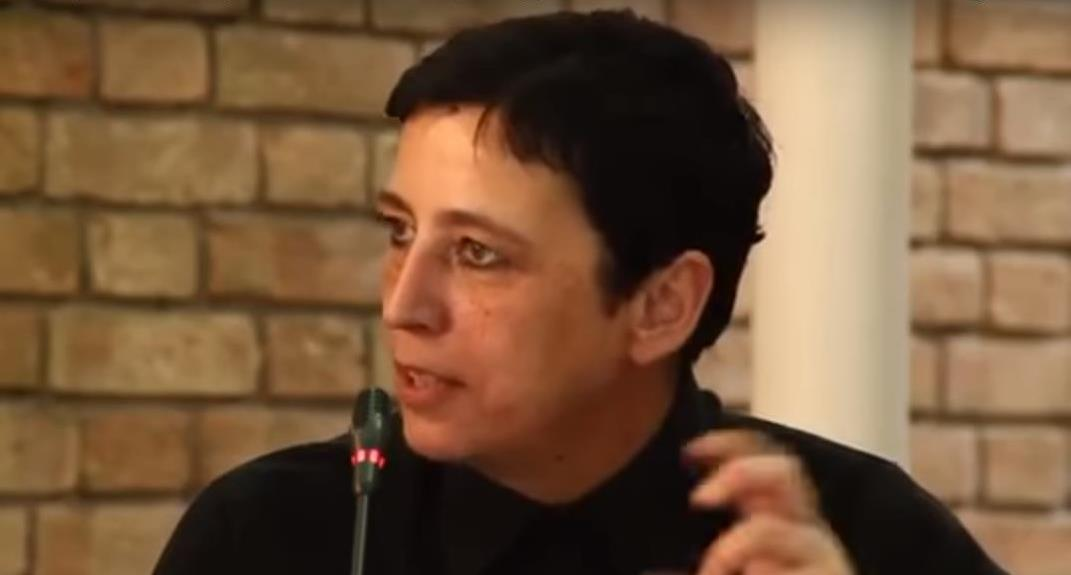
Beatrix Ruf (2015)

Beatrix Ruf (* 1960 in Singen) ist eine deutsche Museumskuratorin, Museumsdirektorin und Autorin.

## Leben
Beatrix Ruf studierte Psychologie, Ethnologie sowie Kunst- und Kulturwissenschaften an der Zürcher Universität und am Wiener Konservatorium. Danach arbeitete sie als freie Kuratorin und Kritikerin. 1994 trat sie ihre erste Anstellung als Kuratorin im Kunstmuseum Thurgau an. Ab 1995 war sie Beraterin und Kuratorin der Ringier Kunstsammlung. 1998 wurde sie zum Mitglied des Kunstausschusses der Schweizer Rückversicherung Swiss Re ernannt. Ab 2002 war sie Direktorin der Kunsthalle Zürich. Als solche befasste sie sich mit dem Erweiterungsbau der Kunsthalle im ehemaligen Löwenbräu-Areal in Zürich, der 2012 abgeschlossen wurde. Im selben Jahr war sie Mitglied der Jury beim Deutsche Börse Fotografie Preis und beim Artissima Illy Present Future Prize.
Ruf ist Verfasserin einer Anzahl von Ausstellungskatalogen zu Themen der Gegenwartskunst. Ebenso war sie Kuratorin von Ausstellungen, so zum Beispiel im Jahre 2006 für die Tate Triennal in London. Desgleichen war sie 2008 bei der Entstehung der Yokohama Triennale mitverantwortlich.
Ab 1. November 2014 war Ruf die künstlerische Leiterin des Stedelijk Museum Amsterdam als Nachfolgerin von Ann Goldstein, die 2013 das Museum verlassen hatte. Im Oktober 2017 trat sie unter medialem Druck der Anschuldigung von Interessenkonflikten von diesem Posten zurück. Ein von der Stadt Amsterdam beauftragter unabhängiger Expertenbericht sprach sie im Juni 2018 von den Anschuldigungen frei.
Seit 2019 wirkt Ruf als strategische Beraterin für das Garage Museum of Contemporary Art in Moskau.

## Ausstellungen (Auswahl)
- 2004: Jeroen de Rijke, Willem de Rooij, Kunsthalle Zürich. Katalog.
- 2006: Anselm Reyle: Ars Nova, Kunsthalle Zürich. Katalog.
- 2013: Helen Marten: Olive, Kunsthalle Zürich. Katalog.

## Veröffentlichungen
- Jeroen de Rijke, Willem de Rooij. JRP Ringier, Genf 2004, ISBN 978-2-940271-33-7 (deutsch/englisch).
- Anselm Reyle: Ars Nova. de./en. JRP-Ringier, Genf 2006, ISBN 3-905701-68-5.
- als Herausgeberin: Lutz Bacher. JRP Ringier, Genf 2013, ISBN 978-3-03764-347-1.
- als Herausgeberin: Helen Marten: Olive. JRP Ringier, Genf 2013, ISBN 978-3-03764-346-4.